# Эн, Готье
Готье́ Эн (фр. Gauthier Hein; 7 августа 1996 года, Франция) — французский футболист, полузащитник клуба «Мец».

## Клубная карьера

### «Мец»
Эн является воспитанником «Меца». С 2014 года — игрок второй команды. Дебютировал за неё 24 мая 2014 года в поединке против «Амневилля». В сезоне 2014/2015 только подпускался, в сезоне 2015/2016 стал лидером второй команды, провёл 25 встреч и забил 7 мячей.
Перед сезоном 2016/2017 отправился на сборы вместе с главной командой. В начале чемпионата стал попадать на скамейку запасных. 21 сентября 2016 года дебютировал в Лиге 1 в поединке против «Бордо», вышел в стартовом составе и провёл на поле весь матч.

### Аренда в «Тур»
28 августа 2017 года Эн был отдан в аренду до конца сезона клубу «Тур». 

### Аренда в «Валансьен»
В июле 2019 года присоединился к «Валансьену» на правах аренды. Он стал первым игроком «Валансьена» в этом сезоне, забившим гол в матче против « Нанси» во втором туре чемпионата Лиги 2.

### «Осер»
В июне 2020 года Энн перешел в «Осер» и подписал с клубом трехлетний контракт. 29 ноября 2021 года он был номинирован на премию ФИФА имени Пушкаша за лучший гол 2021 года. В сезоне 20212022 он был одним из системообразующих игроков команды под руководством Жана-Марка Фурлана и сыграл важную роль в выходе его команды в Лигу 1. 
В июле 2022 года, пользуясь большим спросом со стороны других клубов и благодаря своим хорошим выступлениям, он наконец решил продлить свой контракт с «Осером» еще на два года, до 2025 года, хотя его контракт должен был закончиться через год. Он забил 2 гола в 35 матчах в сезоне 2022-2023, но к сожалению, не позволил «Осеру» задержаться в Лиге 1.
В сезоне  2023/2024 Лиги 2 Готье Энн добился отличных результатов, забив 11 голов и отдав 10 результативных передач в 37 матчах. Его клуб во второй раз в своей истории стал чемпионом Лиги 2 и вышел в Лигу 1 спустя год после выхода из нее. По итогу сезона 2023-2024 Готье был признан лучшим игроком в Лиге 2.

### Возвращение в «Мец»
15 августа 2024 года подписал  контракт сроком на 3 года со своим первым клубом «Мец», переведенным в Лигу 2.

## Достижения

### Командные
«Мец»
- Чемпион Лиги 2: 2018/19

«Осер»
- Чемпион Лиги 2: 2023/24

### Личные
- Трофей UNFP за самый красивый гол Лиги 2 сезона 2020-2021
- Включен в символическую сборную 2022 года Лиги 2 [11]
- Игрок месяца в Лиге 2: сентябрь 2023[12], декабрь 2023 г.[13], февраль 2025[14]
- Включен в символическую сборную 2024 года Лиги 2[15]